# ABN AMRO Open 2025
ABN AMRO Open 2025 — тенісний турнір, що проходив на кортах з твердим покриттям у місті Роттердам (Нідерланди) з 3 по 9 лютого. Належав до категорії ATP 500, був турніром серії Rotterdam Open 2025 року.

## Фінальна частина

### Одиночний розряд
Карлос Алькарас —  Алекс де Мінор 6–4, 3–6, 6–2

### Парний розряд
Сімоне Болеллі /  Андреа Вавассорі —  Сандер Жіє /  Ян Зелінський 6–2, 4–6, [10–6]